# Patatas alioli

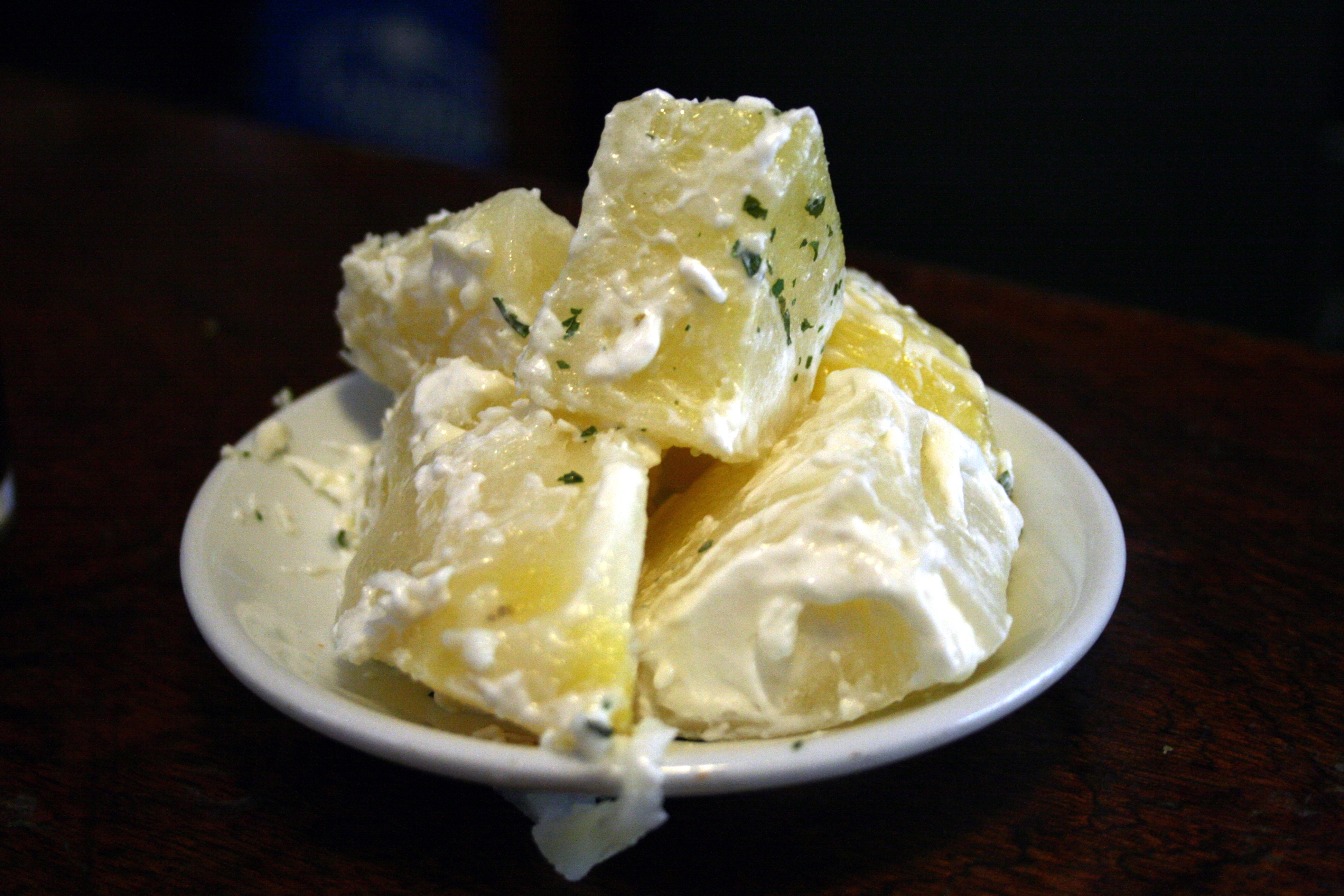
Patatas alioli

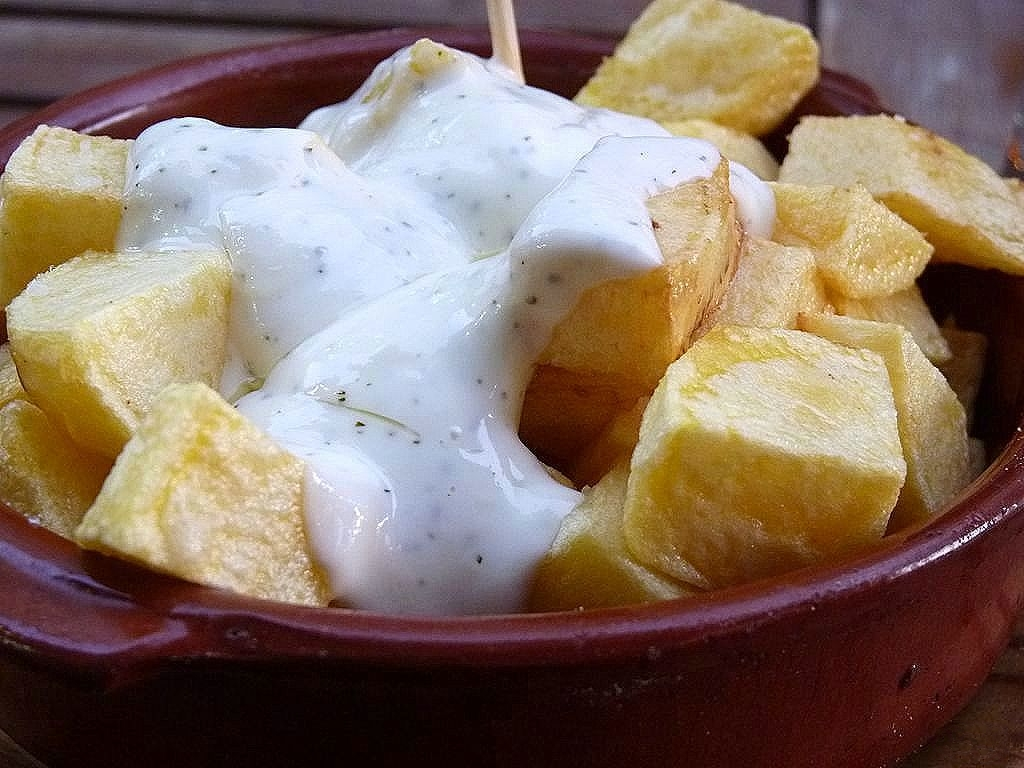
Abwandlung: Patatas bravas mit Aioli

Patatas alioli (auch Patatas Aioli oder Patatas Allioli) ist ein Kartoffelgericht der spanischen Küche. Es wird überwiegend als Tapa, aber auch als Beilage zu gegrilltem Fleisch verzehrt.

## Zubereitung
Nach traditioneller Zubereitungsart werden Kartoffeln in Salzwasser gekocht und in drei bis vier Zentimeter große Stücke geschnitten. Anschließend wird die aus Olivenöl, Salz und Knoblauch hergestellte Aioli mit den Kartoffeln und oft auch gehackter Petersilie vermengt. Die Patatas alioli werden kalt gegessen. Eine Abwandlung sind Patatas bravas alioli (frittierte Kartoffeln), die warm und statt mit der üblichen scharfen roten Soße mit Aioli serviert werden.